# Schwenksweiler
Schwenksweiler ist ein Ortsteil der Gemeinde Allmendingen im Alb-Donau-Kreis in Baden-Württemberg. Der Ort liegt circa einen Kilometer östlich von Allmendingen.